# Vermelho direto 99
Vermelho direto 99  é o composto orgânico, corante azo-composto, de fórmula C34H20N6Na4O15S3 e massa  molecular 940,71. Classificado com o número CAS 6837-87-2 e C.I. 29167.

## Obtenção
É obtido por meio da produção de um primeiro intermediário por diazotação de ácido 2-aminobenzoico, copulação com N,N’-bis(4-hidroxi-2-sulfonaftaleno-7-il)ureia, diazotação do ácido 3-amino-4-hidroxibenzenossulfônico e fazendo-se a copulação dos dois produtos intermediários, e então, levando à formação de um complexo de cobre.

## Uso
Usado principalmente para tingimento e impressão em algodão, viscose e tecidos compostos destas fibras. Pode ser usado para coloração de couro e papel, incluindo tintas para impressoras jato de tinta.